# Bodypainting

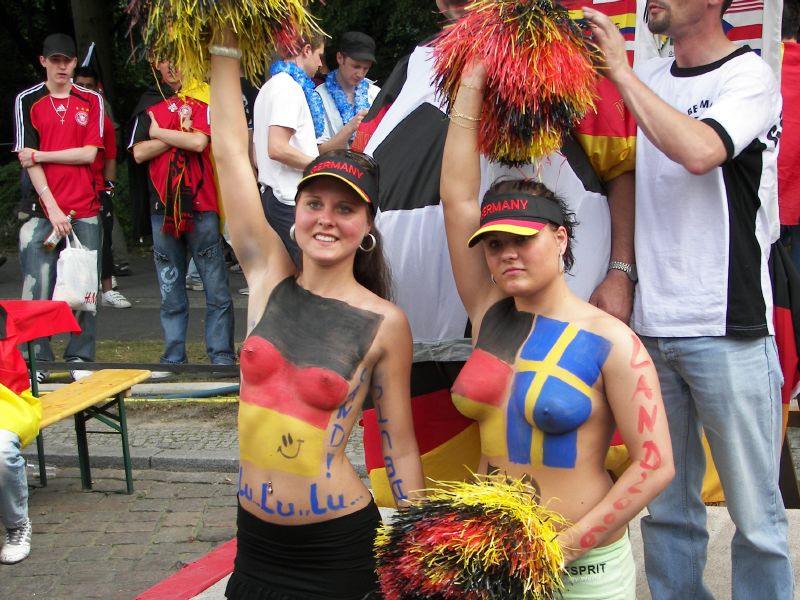
Fanynky s bodypaintingem během utkání Mistrovství světa ve fotbale 2006 v Berlíně

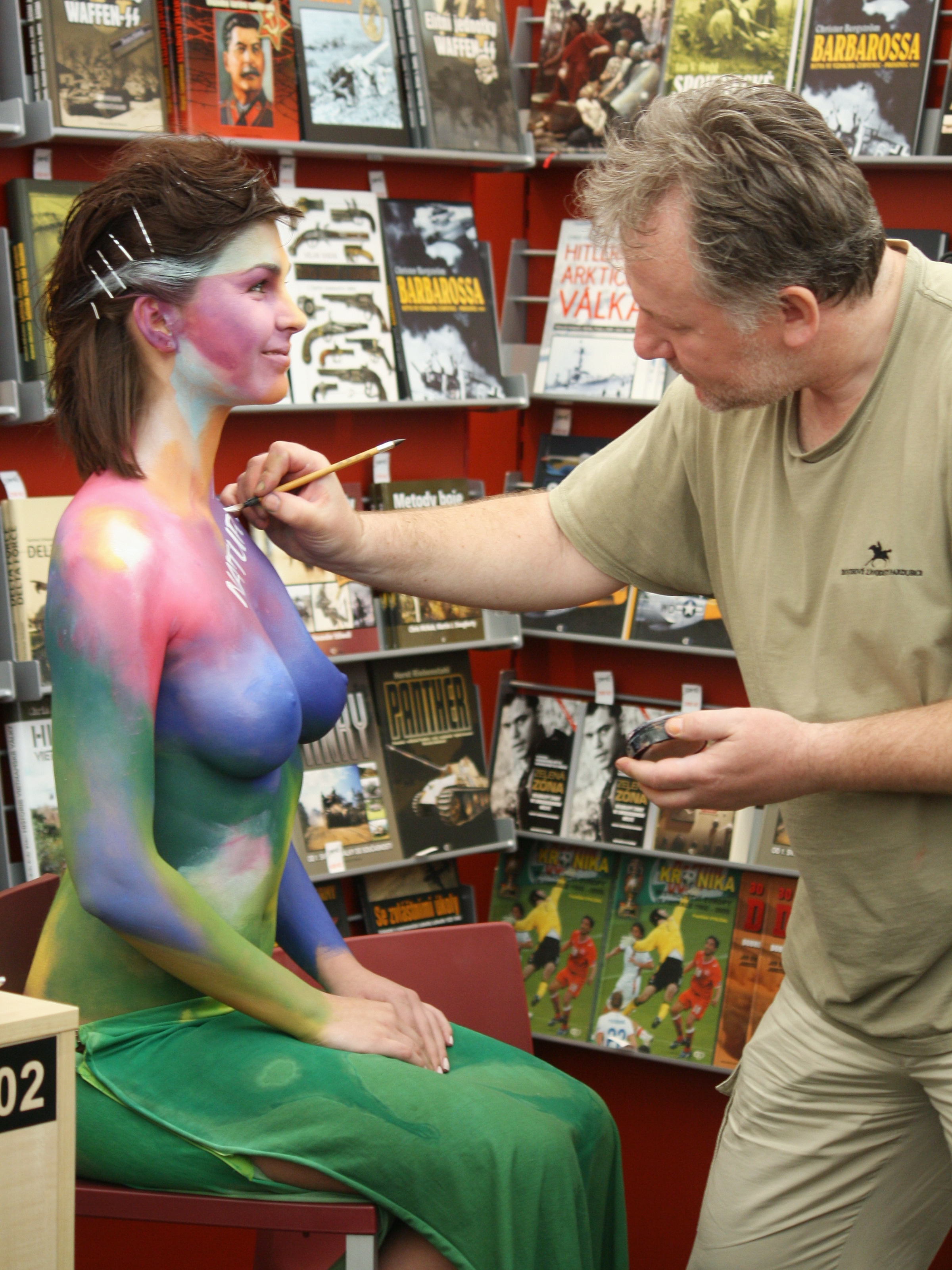
Bodypainting na 17. mezinárodním knižním veletrhu Svět knihy v Praze

Bodypainting je odnož výtvarného umění používající k malbám (někdy doplněným i o další prvky: flitry, plastové tvary anebo přírodní doplňky) většinou ženské tělo. Bodypainting je hodně populární, zejména díky oživení různých večírků, reklamních akcí, výstav, autosalónů, módních přehlídek, festivalů a dalších společenských akcí. Jde-li jen o pomalování celého obličeje, příp. jen části obličeje, používá se označení facepainting.
Maluje se štětcem nebo technikou airbrush a speciálními přírodními barvami, které jsou vyrobeny na vodní bázi, dermatologicky nezávadné a snadno smývatelné vodou. Při facepaintingu se také používají také různé třpytky a kamínky. Bodypainting má i své soutěže, nejznámější evropskou soutěží je World Bodypainting Festival. V Čechách se koná mistrovství ČR v bodypaintingu.

## Historie
Facepainting má kořeny již v historii lidstva. Už i neandrtálci měli nástroje a barvy pro malování na obličej. Speciální pomalování obličeje bylo používáno při lovu, z náboženských důvodů, vojenských důvodů, při rituálech. Celkový bodypainting je umění také velice staré, za jeho „autory“ se považují domorodci z Nové Guineje, kteří jej používali pro náboženské účely. Z tohoto místa se rozšířil do celého světa. Velký rozmach začal v 60. letech, v době hippies, nebyl ovšem konzervativní americkou společností dobře přijímán. Skutečného rozkvětu se dočkal až v 90. letech.

## Facepainting
Dnes je malování na obličej velmi populární mezi dětmi v zábavných parcích, na festivalech, karnevalech, dětských dnech, firemních akcích, family day apod. Facepaintingem lze například vhodně doplňovat kostým na karneval. Malování na obličej však není určeno jen dětem, je oblíbeno i u mladých lidí a dospělých. Ti si také rádi nechávají ozdobit svou tvář.
Na obličej se dá kreslit cokoliv, například znaky sportovních týmů, kreslené postavičky, dramatické designy, tváře postav z filmů či pohádek (např. Spidermann, Batman apod.), zvířátka, vzory související se sportem, členstvím ve skupině, např. česká vlajka apod. Oblíbenými kresbami jsou: tygr, klaun, pes, motýl, srdíčka, květiny, vlajky apod.

## UV Bodypainting
Hlavní odlišnost tkví v tom, že barva pod UV zářením svítí. Její vlastností je to, že přijme pro lidské oko neviditelné UV záření, zpět ovšem odrazí světlo jiné vlnové délky, které už není v oblasti UV ale viditelného spektra. Fluoreskující barva přijme UV světlo, které má díky kratší vlnové délce fotony s větší energií, a vydá světlo viditelné s delší vlnovou délkou. Díky tomu existují pestré barvy, které ve tmě „září“. Barevná paleta takových akrylových barev není nijak závratná: od bílé, žluté, červené, k zelené a modré a jejich kombinace, oranžová a fialová. Tento způsob malby je velice efektní v nočních hodinách při nasvícení dostačujícím počtem zdrojů UV světla.
Tento efekt fungování barev je hojně využíván hudebním žánrem psytrance, kde v malbě existuje mnoho výtvarníků, kteří se této technice věnují. Jedná se o malbu na plátno nebo o trojrozměrné dekorace.

## Galerie

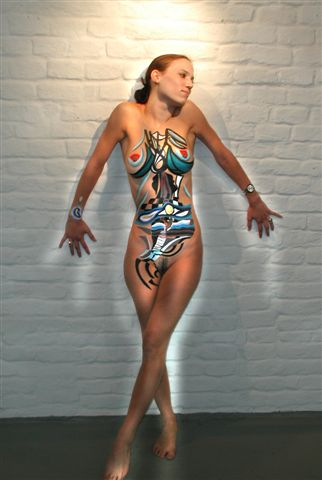
Bodypainting
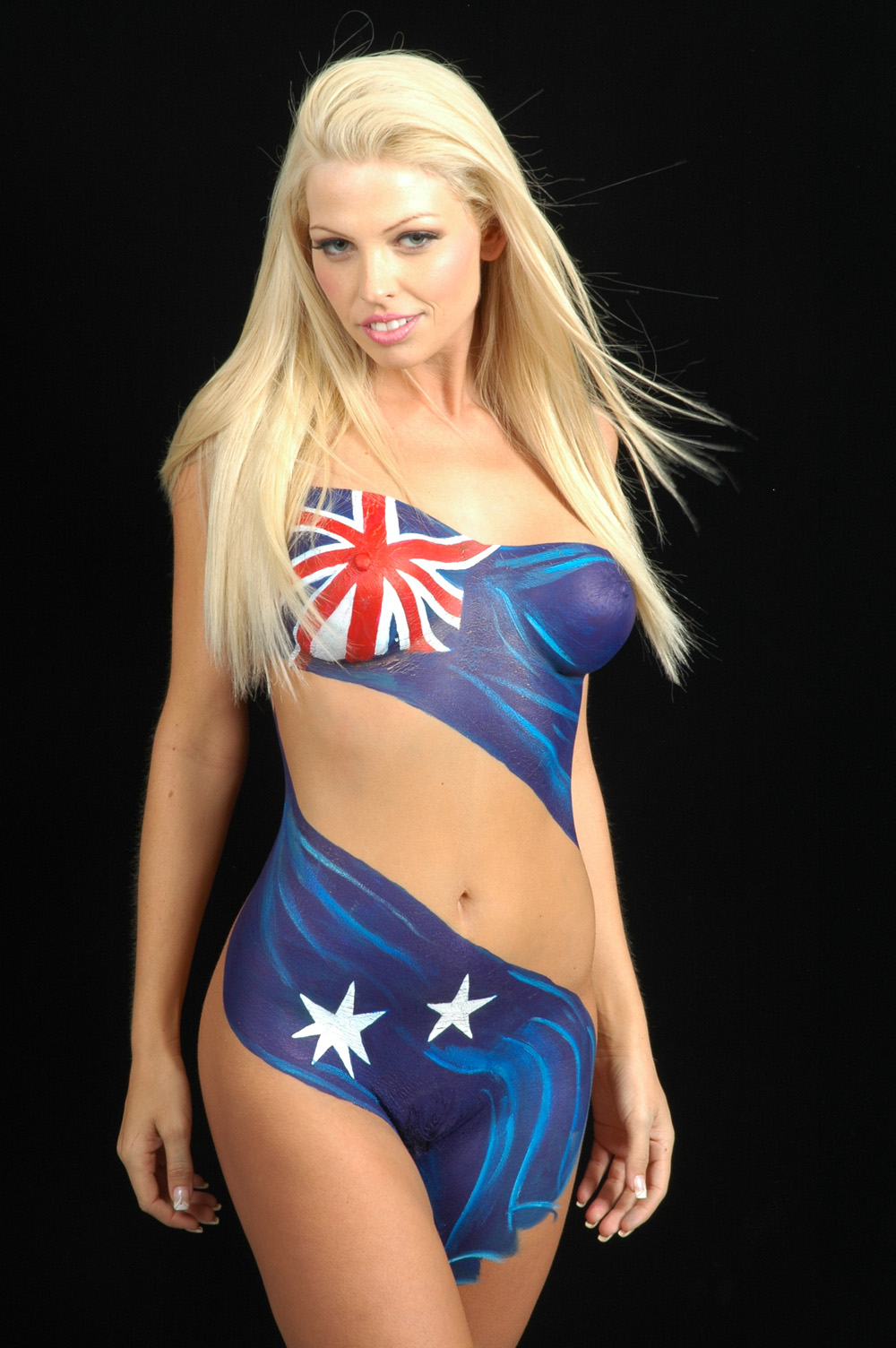
Bodypainting
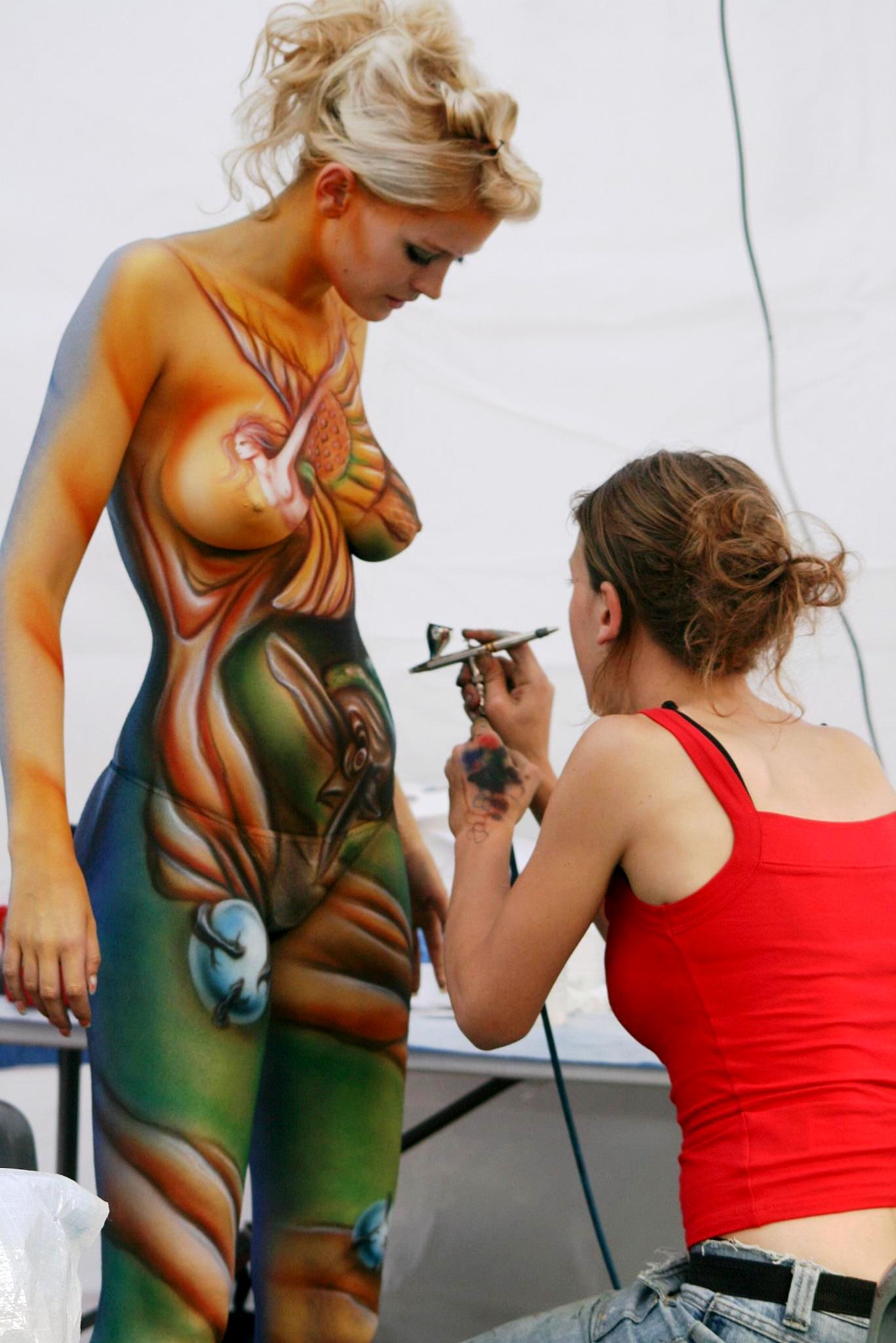
Bodypainting
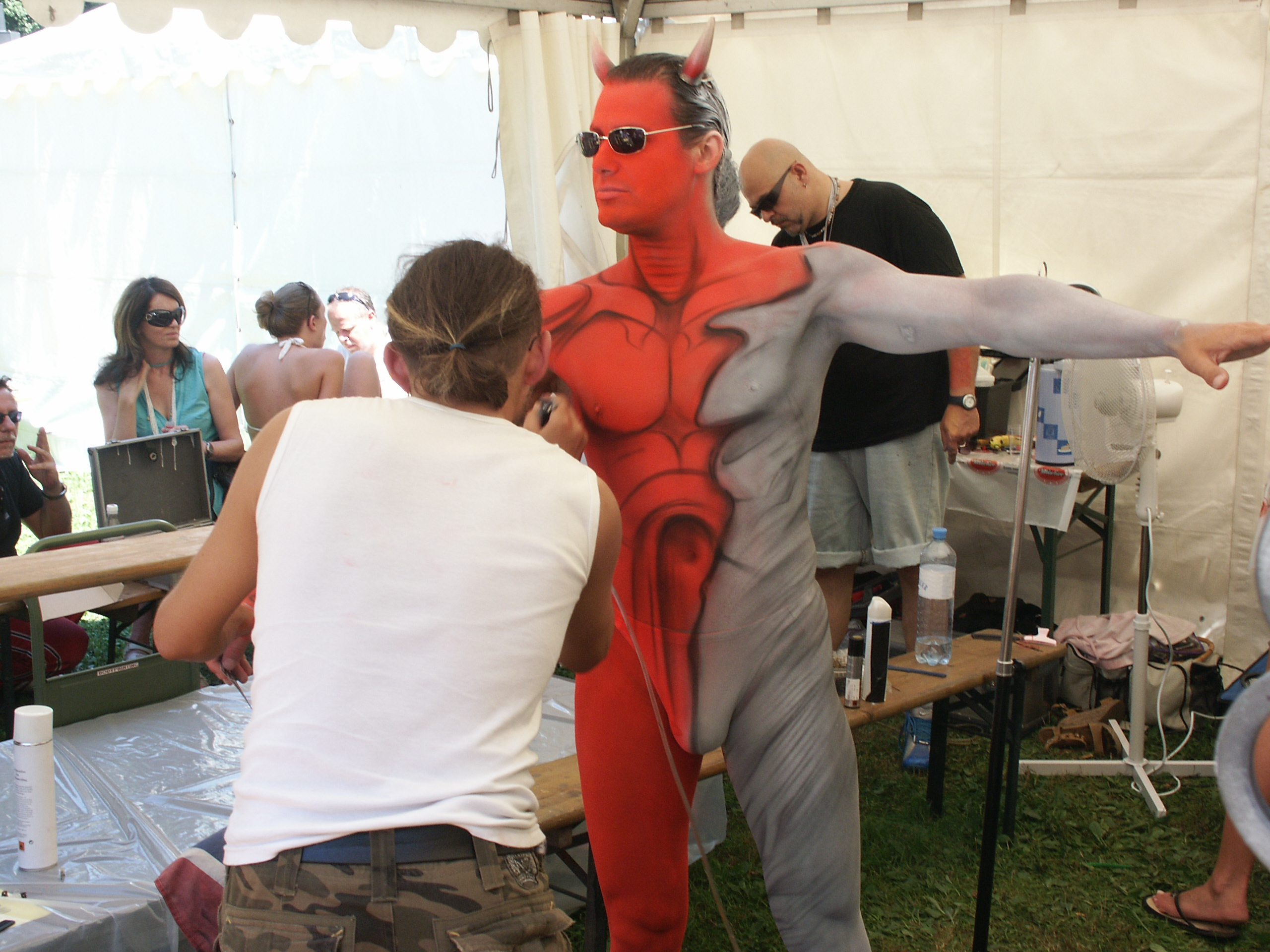
Bodypainting
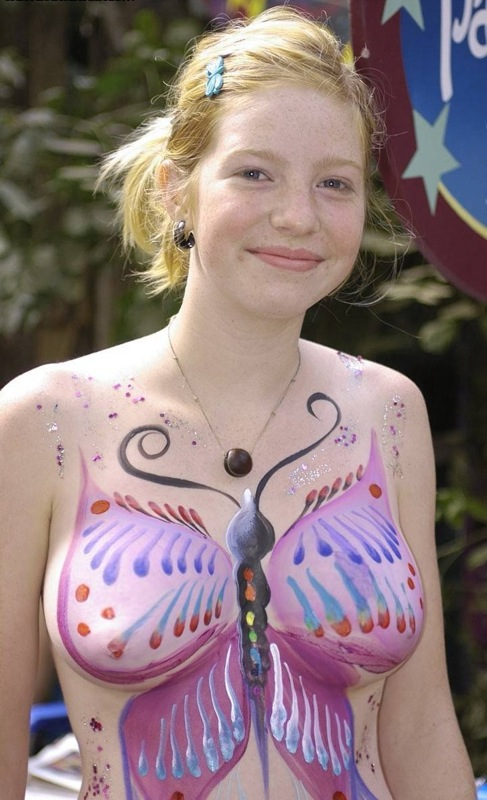
Bodypainting